# Vi har stadig i morgen
Vi har stadig i morgen (it: C'è ancora domani) er en italiensk film fra 2023, der er instrueret af Paola Cortellesi, der også spiller hovedrollen som Delia. Filmen er inspireret af nogle af storfilmene fra den italienske neorealisme lige efter anden verdenskrig og ligesom disse filmet i sort-hvid. Dens tema er kvindefrigørelse centreret om en familie, hvor moderen lever i et ulykkeligt ægteskab og forsøger at forhindre, at hendes datter ender på samme måde.
Paola Cortellisi er en meget kendt og populær komisk skuespiller i Italien. De letvægtskomedier, hun har spillet med i, er sjældent blevet vist udenfor Italien, men denne film, som var hendes instruktørdebut, solgte så mange billetter i Italien, at den også er blevet eksporteret til udenlandske biografer. Med over fem millioner solgte billetter i Italien overgik filmen her billetsalget til filmen Barbie.
Filmen fik dansk premiere på filmfestivalen OFFSpring i Odense 5. april 2025 og almindelig dansk biografpremiere 24. april samme år.

## Handling
Filmen foregår i Rom i 1946, hvor den amerikanske hær fortsat patruljerer, og tiderne er hårde for civilbefolkningen. Delia har en hverdag fuld at forskellige småjob og daglige gøremål derhjemme med ansvar for tre børn, , en sengeliggende svigerfar og hendes voldelige ægtemand Ivano, spillet af Valerio Mastandrea. Da datteren Marcella har aftalt at forlove sig med Giulio, gør Delia alt, hvad hun kan for at gøre sit hjem præsentabelt og servere et festmåltid for den potentielle, velhavende svigerfamilie, der viser sig at være rædsom - inklusive Giulio, som minder Delia om hendes egen ægtemand: med overfladisk charme, men kontrolsyge og et bidsk temperament nedenunder. Delia beslutter sig for at forhindre et ægteskab, som hun vurderer vil blive ulykkeligt som hendes eget.

## Medvirkende
- Paola Cortellesi som Delia
- Valerio Mastandrea som Ivano
- Romana Maggiora Vergano som Marcella
- Emanuela Fanelli som Marisa
- Giorgio Colangeli som Sor Ottorino
- Vinicio Marchioni som Nino
- Francesco Centorame som Giulio Moretti
- Lele Vannoli som Alvaro
- Paola Tiziana Cruciani som Sora Franca
- Yonv Joseph som William
- Alessia Barela som Orietta
- Federico Tocci som Mario Moretti
- Priscilla Micol Marino som Sora Giovanna
- Maria Chiara Orti som Sora Rosa
- Silvia Salvatori som Sora Elvira
- Mattia Baldo som Sergio
- Gianmarco Filippini som Franchino
- Gabriele Paolocà som Peppe

## Modtagelse

### Danmark
Filmmagasinet Ekko tildelte filmen tre stjerner ud af seks. Anmelderen mente, at filmen var et hjertevarmt drama og smukt filmet i sort/hvid, men at figurerne desværre tilsvarende var meget sort/hvidt skildret uden nuancer som enten gennemgribende gode eller gennemgribende usympatiske. Politiken tildelte fire stjerner og mente, at det var forståeligt, at filmens nationale fortælling om den voldelige machismo, der havde præget det italienske samfund, fik italienerne til at valfarte til biografen. Informations anmelder Christian Monggaard kaldte filmen underholdende, sorthumoristisk og genrebøjende og mente, at Cortellesi var virkelig god som hovedpersonen Delia.

### USA
På det amerikanske websted Rotten Tomatoes, der opsummerer amerikanske mediers filmanmeldelser, var 89 % af de 36 indsamlede anmeldelser positive med en gennemsnitlig vurdering på 7,4 ud af 10 mulige point.